# ثليب صغير
ثَلِيب صغير نبات عشبي بري معمر من جنس ثليب. موطنه أوروبا وشمال غرب إفريقيا واليمن وإثيوبيا وجنوب إفريقيا وجنوب غرب آسيا وسيبيريا . ينمو على الكثبان الرملية والحصى والصخور الساحلية أو الأراضي العشبية الجيرية والمنحدرات والأخاديد الصخرية عند ارتفاع يصل إلى 1,600 إلى 3,000 متر (5,200 إلى 9,800 قدم) عند خطوط العرض الجنوبية. ساقه مضلعة تعلو من 30 إلى 100 سم. أزهاره صغيرة القد لونها إلى الخضار الأصفر. إزهراره يستمر من أيار إلى أيلول.